# Argilloecia
Argilloecia is een geslacht van kreeftachtigen uit de klasse van de Ostracoda (mosselkreeftjes).

## Soorten
- Argilloecia abba Yasuhara, Okahashi & Cronin, 2009
- Argilloecia acuminata Mueller, 1894
- Argilloecia acuticaudata Whatley & Downing, 1984 †
- Argilloecia affinis Chapman, 1902
- Argilloecia alexanderi Swain, 1948 †
- Argilloecia allungata McKenzie, Reyment & Reyment, 1993 †
- Argilloecia antarctica Hartmann, 1986
- Argilloecia australomiocenica Whatley & Downing, 1983 †
- Argilloecia badia Brady, 1880
- Argilloecia barrigonensis Bold, 1966 †
- Argilloecia bella Whatley & Downing, 1984 †
- Argilloecia bigibbosa Terquem, 1885 †
- Argilloecia bulbifera Mueller, 1894
- Argilloecia caju Yasuhara, Okahashi & Cronin, 2009
- Argilloecia camarata Ruan in Ruan & Hao (Yi-Chun), 1988
- Argilloecia castanea Hartmann, 1988
- Argilloecia caudata Mueller, 1894
- Argilloecia chaotsuei Hu & Tao, 2008
- Argilloecia claibornensis Stephenson, 1946 †
- Argilloecia clavata (Brady, 1880) Hartmann, 1986
- Argilloecia communis Bonnema, 1940 †
- Argilloecia conoidea Sars, 1923
- Argilloecia constricta Holden, 1964 †
- Argilloecia corniculata Nikolaeva, 1981 †
- Argilloecia cylindracea (Bornemann, 1855) Lienenklaus, 1900 †
- Argilloecia cylindrica Sars, 1866
- Argilloecia decussata Bonnema, 1940 †
- Argilloecia dentiformis Mostafawi, 1992 †
- Argilloecia dubia Mehes, 1941 †
- Argilloecia eburnea Brady, 1880
- Argilloecia elliptica Ruan in Ruan & Hao (Yi-Chun), 1988
- Argilloecia elongata Schneider in Suzin, 1956
- Argilloecia excepta Mandelstam & Luebimova, 1960 †
- Argilloecia faba Alexander, 1934 †
- Argilloecia fortior Bonnema, 1940 †
- Argilloecia gentianiana Hu & Tao, 2008
- Argilloecia gonzalezi Barra, Aiello & Bonaduce, 1996
- Argilloecia gracilior Chapman, 1910
- Argilloecia gracilis Bonnema, 1940 †
- Argilloecia graphica Luebimova, 1960 †
- Argilloecia hanaii Ishizaki, 1981
- Argilloecia harahutulica Stankevich, 1982 †
- Argilloecia harrisiana (Jones, 1849) Luebimova, Kazmina & Reshetnikova, 1960 †
- Argilloecia hiwanneensis Howe & Lea in Howe & Law, 1936 †
- Argilloecia impurata (Luebimova, 1955) Mandelstam, 1963 †
- Argilloecia inflata Ramos, Whatley & Coimbra, 2004
- Argilloecia jeurrensis Keij, 1957 †
- Argilloecia keigwini Yasuhara, Okahashi & Cronin, 2009
- Argilloecia kissamovensis Sissingh, 1972 †
- Argilloecia kritheformae Whatley & Downing, 1984 †
- Argilloecia labri Yasuhara & Okahashi, 2014
- Argilloecia laevissima (Bornemann, 1855) Lienenklaus, 1900 †
- Argilloecia largomarginalis Hartmann, 1986
- Argilloecia levis Mueller, 1894
- Argilloecia liefdefjordensis Hartmann, 1992
- Argilloecia litigiosa Luebimova, 1965 †
- Argilloecia lunata Frydl, 1982
- Argilloecia mentesensis Carbonnel, Alzouma & Dikouma, 1990 †
- Argilloecia mesa McKenzie, Reyment & Reyment, 1993 †
- Argilloecia minor Mueller, 1894
- Argilloecia minys McKenzie, Reyment & Reyment, 1993 †
- Argilloecia modesta Hao (Yi-Chun) in Ruan & Hao (Yi-Chun), 1988
- Argilloecia modesta Pietrzeniuk, 1969 †
- Argilloecia nuda Terquem, 1885 †
- Argilloecia nutusa Bold, 1960 †
- Argilloecia oblonga Terquem, 1885 †
- Argilloecia obtusa Lienenklaus, 1900 †
- Argilloecia obtusata (Brady, 1880) Maddocks, 1969
- Argilloecia ovoides Terquem, 1885 †
- Argilloecia pacifica Osorio, 1978 †
- Argilloecia paleocenica Rosyjeva, 1962 †
- Argilloecia parallela Zhao (Yi-Chun) (Quan-Hong) in Wang et al., 1988
- Argilloecia parameridionalis Whatley, Moguilevsky, Chadwick, Toy & Ramos, 1998
- Argilloecia pera Ciampo, 1986 †
- Argilloecia posterotruncata Bold, 1966 †
- Argilloecia projecta Herrig, 1964 †
- Argilloecia propinqua Brady, 1904
- Argilloecia pusilla (Brady, 1880) Maddocks, 1969
- Argilloecia quasiramphasta Monostori, 1985 †
- Argilloecia regularis Delo, 1930 †
- Argilloecia regulata Gou & Huang in Gou, Zheng & Huang, 1983 †
- Argilloecia rhamphasta Bold, 1946 †
- Argilloecia richardsbayensis (Dingle, 1980) Dingle, 1993
- Argilloecia robinwhatleyi Yasuhara, Okahashi & Cronin, 2009
- Argilloecia robusta Bonaduce, Ciampo & Masoli, 1976
- Argilloecia sarmatica Jiricek, 1974 †
- Argilloecia spicata Hao (Yi-Chun) in Ruan & Hao (Yi-Chun), 1988
- Argilloecia suavis Luebimova & Sanchez, 1974 †
- Argilloecia subacuta Ramos, Whatley & Coimbra, 2004
- Argilloecia subcylindrica Alexander, 1934 †
- Argilloecia subordinata Stankevich, 1982 †
- Argilloecia subovata Huff, 1970 †
- Argilloecia subreniformis Seguenza, 1883
- Argilloecia supercylindrica Whatley & Downing, 1984 †
- Argilloecia symmetrica Zhao (Yi-Chun) (Quan-Hong) in Wang et al., 1988
- Argilloecia taylorensis Alexander, 1935 †
- Argilloecia teres (Brady, 1869) Sissingh, 1972
- Argilloecia timida Whatley & Downing, 1984 †
- Argilloecia toyamaensis Ishizaki & Irizuki, 1990 †
- Argilloecia transitiva Mandelstam & Luebimova, 1960 †
- Argilloecia truncata Whatley & Downing, 1984 †
- Argilloecia tumida (Brady, 1880) Maddocks, 1969
- Argilloecia valvula Kaye, 1965 †
- Argilloecia vespa Bold, 1988 †
- Argilloecia viriosa Ruan in Ruan & Hao (Yi-Chun), 1988